# Kurator (prawo)
Kurator (z łac. cura, troska, piecza) – przedstawiciel osoby potrzebującej pomocy lub niebędącej w stanie sama prowadzić swoich spraw.
Według Kodeksu rodzinnego i opiekuńczego kuratora ustanawia się w wypadkach przewidzianych w ustawie (art. 178 k.r. i o.), a mianowicie: dla osoby ubezwłasnowolnionej częściowo, dla nieobecnego, dla osoby niepełnosprawnej na jej żądanie, a także dla dziecka poczętego i jeszcze nieurodzonego.
Organ państwowy (np. sąd opiekuńczy), który ustanowił kuratora, przyzna mu na jego żądanie stosowne wynagrodzenie za sprawowanie kurateli. Wynagrodzenie to pokrywane jest z majątku osoby, dla której został ustanowiony. Jeżeli osoba ta nie ma majątku, wynagrodzenie pokrywa ten, na czyje żądanie kurator został ustanowiony.